# Milton Karisa
Milton Karisa (Jinja, 27 de julio de 1995) es un futbolista ugandés que juega en la demarcación de extremo para el Vipers SC de la Liga Premier de Uganda.

## Selección nacional
El 3 de junio de 2017 hizo su debut con la selección de fútbol de Uganda en un encuentro contra Etiopía que finalizó con un resultado de empate a cero.

## Clubes
| Club         | País      | Año       | Partidos | Goles |
| ------------ | --------- | --------- | -------- | ----- |
| BUL Jinja FC | Uganda    | 2013-2016 | 27       | 13    |
| Vipers SC    | Uganda    | 2017-2018 | 42       | 17    |
| MC Oujda     | Marruecos | 2018-2019 | 22       | 4     |
| Vipers SC    | Uganda    | 2020-     | 19       | 22    |